# دریاچه بولشویه مورسکویه
دریاچه بولشویه مورسکویه (انگلیسی: Lake Bolshoye Morskoye) یک دریاچه در جمهوری یاقوتستان کشور روسیه است.